# Leichtathletik-Weltmeisterschaften 2023/Teilnehmer (Saudi-Arabien)
| Gelbes Symbol für Goldmedaillen mit stilisierten Olympischen Ringen | Graues Symbol für Silbermedaillen mit stilisierten Olympischen Ringen | Braundes Symbol für Bronzemedaillen mit stilisierten Olympischen Ringen |
| ------------------------------------------------------------------- | --------------------------------------------------------------------- | ----------------------------------------------------------------------- |
| –                                                                   | –                                                                     | –                                                                       |

Der Leichtathletikverband Saudi-Arabiens hat für die Leichtathletik-Weltmeisterschaften 2023 in Budapest zwei Sportler gemeldet.

## Ergebnisse

### Männer

#### Sprungdisziplinen
| Athlet           | Disziplin      | Qualifikation | Qualifikation | Finale     | Finale |
| Athlet           | Disziplin      | Weite/Höhe    | Platz         | Weite/Höhe | Platz  |
| ---------------- | -------------- | ------------- | ------------- | ---------- | ------ |
| Hussain al-Hizam | Stabhochsprung | 5,35 m        | 26            | DNQ        | DNQ    |

### Frauen

#### Laufdisziplinen
| Yara Ahmed Abuljadayel | 100 m | 13,54 | 54 | DNQ | DNQ | – | – | – | – |